# Forbidden Door (2025)
Forbidden Door (2025), promowany również jako Forbidden Door: London – czwarta gala wrestlingu w chronologii cyklu Forbidden Door wyprodukowana przez federację i dla zawodników amerykańskiej federacji All Elite Wrestling (AEW) oraz japońskiej federacji New Japan Pro-Wrestling (NJPW). Odbędzie się 24 sierpnia 2025 w The O2 Arena w Londynie w Anglii, podczas sierpniowego weekendu świątecznego w Wielkiej Brytanii, wcześniej związanego z All In od AEW. Będzie to pierwsze Forbidden Door, które odbędzie się w sierpniu, po pierwszych trzech wydarzeniach w czerwcu, i pierwsze, które odbędzie się poza Ameryką Północną.

## Produkcja

### Tło
Forbidden Door to coroczna gala wrestlingu w systemie pay-per-view (PPV), której koprodukcją jest amerykańska promocja All Elite Wrestling (AEW) i japońska organizacja New Japan Pro-Wrestling (NJPW). Założona w 2022 roku gala odbywa się w czerwcu i obejmuje bezpośrednią rywalizację pomiędzy wrestlerami z obu firm. W wydarzeniu w 2024 roku wzięli również udział wrestlerzy z siostrzanej promocji NJPW World Wonder Ring Stardom i meksykańskiej Consejo Mundial de Lucha Libre (CMLL). Nazwa gali wzięła się od tego samego terminu często używanego przez AEW w odniesieniu do współpracy z innymi organizacjami wrestlingu.
W sierpniu 2024 roku reklamy na zewnątrz stadionu Wembley w Londynie w Anglii zostały pokazane na kilka dni przed wydarzeniem AEW All In, które odbyło się w tym miejscu 25 sierpnia, reklamując, że Forbidden Door 2025 odbędzie się w Londynie. Podczas pokazu przedpremierowego All In Zero Hour potwierdzono, że Forbidden Door 2025 odbędą się w Londynie 24 sierpnia 2025 roku. Będzie to pierwsze wydarzenie Forbidden Door poza Ameryką Północną i piąte wydarzenie AEW poza kontynentem. To także pierwsze Forbidden Door odbywające się w sierpniu, ponieważ poprzednie trzy wydarzenia odbyły się w czerwcu, a z kolei odbędą się podczas sierpniowego weekendu świątecznego w Wielkiej Brytanii, który wcześniej był zajęty przez All In od AEW w poprzednich dwóch latach. W dniu 15 kwietnia 2025 roku, miejsce zostało potwierdzone jako The O2 Arena, a bilety trafiły do sprzedaży 2 maja.

### Rywalizacje
Forbidden Door będzie oferowało walki profesjonalnego wrestlingu z udziałem wrestlerów należących do federacji All Elite Wrestling. Oskryptowane rywalizacje (storyline’y) kreowane są podczas cotygodniowych gal Dynamite oraz Collision, a także na wydarzeniach NJPW, Stardom i CMLL. Wrestlerzy są przedstawieni jako heele (negatywni, źli zawodnicy i najczęściej wrogowie publiki) i face’owie (pozytywni, dobrzy i najczęściej ulubieńcy publiki), którzy rywalizują pomiędzy sobą w seriach walk mających budować napięcie. Kulminacją rywalizacji jest walka wrestlerska lub ich seria.

#### Lights Out Steel Cage match
31 maja ogłoszono, że Hiroshi Tanahashi weźmie udział w wydarzeniu, które będzie jego ostatnim pojedynkiem w Wielkiej Brytanii. W odcinku Dynamite z 13 sierpnia Jon Moxley i jego koledzy ze stajni Death Riders (Claudio Castagnoli, Wheeler Yuta i Marina Shafir) zaatakowali przeciwnika Moxleya po jego walce, w wyniku czego Darby Allin (nemezis Death Riders, który walczył ze stajnią od 2024 WrestleDream) uratował sytuację. Allin miał przewagę liczebną przed powracającym Willem Ospreayem (który miał własne problemy z Death Riders, w tym gdy stajnia (kayfabe) zraniła jego szyję podczas obrony AEW World Championship Moxleya w głównym wydarzeniu All In: Texas, kiedy próbował interweniować w imieniu przeciwnika Moxleya "Hangman" Adama Page’a) uratował go. Ospreay rzucił następnie wyzwanie na Lights Out Steel Cage match na Forbidden Door pomiędzy drużyną Death Riders a jego drużyną. Później w programie ujawniono, że Tanahashi został dodany do zespołu Ospreaya. W wyniku włączenia Tanahashiego, Moxley dodał The Young Bucks (Matt Jackson i Nick Jackson) (byli wiceprezesi wykonawczy AEW, którzy zostali pozbawieni tytułów w wyniku przegranej z Ospreayem i jego partnerem Swerve Stricklandem na All In: Texas) do swojego zespołu. Pełne składy zostały później ujawnione, a byli to Moxley, Castagnoli, The Young Bucks i Gabe Kidd (współpracownik Death Riders, który pomagał im przy różnych wcześniejszych okazjach) przeciwko Allinowi, Ospreayowi, Tanahashiemu i Golden Lovers (Kota Ibushi i Kenny Omega), przy czym Omega miał własne problemy zarówno z Death Riders, jak i The Young Bucks, z którymi był kolegami ze stajni w The Elite, w tym pokonał ich w Anarchy in the Arena matchu na Double or Nothing i przegrał pojedynek o inauguracyjny AEW Unified Championship z obecnym kolegą z Elite The Young Bucks Kazuchiką Okadą na All In: Texas.

#### Pojedynek o AEW World Tag Team Championship
Podczas odcinka Dynamite z 23 lipca ogłoszono, że odbędzie się turniej eliminacyjny w celu ustalenia, kto zmierzy się z The Hurt Syndicate (Bobby Lashley i Shelton Benjamin) o AEW World Tag Team Championship na Forbidden Door.

#### Pojedynek o AEW Unified Championship
Na All In: Texas, Swerve Strickland w parze z Willem Ospreayem pokonali The Young Bucks (Matthew Jackson i Nicholas Jackson). W wyniku przegranej, The Young Bucks zostali pozbawieni tytułów Executive Vice President. Również na All In: Texas, Kazuchika Okada, członek The Elite, pokonał Kenny’ego Omegę, aby wygrać inauguracyjny AEW Unified Championship. W odcinku Dynamite z 16 lipca, Okada wezwał Swerve’a za spowodowanie upadku swoich kolegów ze stajni. W odcinku Collision z 31 lipca Strickland wyzwał Okadę do walki o tytuł na Forbidden Door, którą Okada przyjął.

#### Pojedynek o AEW Women’s World Championship
Na All In: Texas, Athena wygrała Casino Gauntlet match, aby zdobyć kontrakt na walkę o AEW Women’s World Championship w dowolnym momencie. W odcinku Collision z 31 lipca, podpisała kontrakt na wyzwanie mistrzyni, Toni Storm, na Forbidden Door. Athena stwierdziła, że Storm ma pecha do Londynu, gdzie straciła tytuł na All In: London w 2024 roku.

#### Pojedynek o AEW TBS Championship
4 sierpnia 2025 roku AEW ogłosiło four-way qualifying match o AEW TBS Championship pomiędzy Alex Windsor, Billie Starkz, Queen Aminatą i Skye Blue, który miał odbyć się 6 sierpnia w odcinku Dynamite. Zwyciężczyni będzie reprezentowała AEW i zmierzy się z mistrzynią Mercedes Moné na Forbidden Door. W walce o tytuł wystąpi również po jednej przedstawicielce z Consejo Mundial de Lucha Libre (CMLL) i World Wonder Ring Stardom. Four-way match wygrała Windsor.

#### Pojedynek o IWGP World Heavyweight Championship
Podczas odcinka Collision z 9 sierpnia, AEW ogłosiło four-way match pomiędzy Danielem Garcią, Hechicero, Lee Moriartym i Nigelem McGuinnessem na odcinek Collision z 16 sierpnia. McGuinness wygrał "Technical Spectacle" przez poddanie i zmierzy się z Zackiem Sabre Jr. o IWGP World Heavyweight Championship na Forbidden Door.

#### Pojedynek o AEW TNT Championship
Na odcinku Collision z 9 sierpnia, Kyle Fletcher pokonał Tomohiro Ishiiego, aby zachować AEW TNT Championship. Po meczu Fletcher rzucił wyzwanie New Japan Pro-Wrestling (NJPW), aby wysłali swoich najlepszych, aby zmierzyli się z nim w Forbidden Door. W odcinku Dynamite z 13 sierpnia Hiromu Takahashi z NJPW pojawił się niespodziewanie jako tajemniczy partner dla Brody’ego Kinga, Holograma i Ishiiego w eight-man tag team matchu przeciwko Fletcherowi, The Young Bucks i koledze ze stajni Don Callis Family Joshowi Alexandrowi. Takahashi przypiął Alexandra, co doprowadziło do oficjalnego ogłoszenia walki o tytuł pomiędzy Fletcherem i Takahashim na Forbidden Door.

#### Pojedynek o AEW World Championship
Na Revolution, "Hangman" Adam Page pokonał MJF-a. Na All In: Texas, Hangman zdobył AEW World Championship, podczas gdy MJF wygrał męski Casino Gauntlet matchu, aby zdobyć kontrakt na walkę o AEW World Championship match w dowolnym momencie. W odcinku Dynamite z 13 sierpnia, Hangman nakłonił MJF-a do rozegrania walki o mistrzostwo Forbidden Door, a walka o tytuł pomiędzy Hangmanem i MJF-em została oficjalnie ogłoszona.

#### Adam Copeland i Christian Cage vs. Kip Sabian i Nick Wayne
Po tym jak The Patriarchy (Christian Cage i Nick Wayne) przegrali walkę o AEW World Tag Team Championship na All In: Texas, Wayne zwrócił się przeciwko Christianowi, liderowi drużyny i jego "ojcu", i uderzył go Killswitchem, który jest jego własnym ruchem kończącym. Następnie dołączyli do niego koledzy ze stajni Kip Sabian i Mother Wayne w pobiciu po walce. Z pomocą FTR (Cash Wheeler i Dax Harwood), ustawili Christiana do Con-Chair-To, ale w momencie, gdy Wayne miał go uderzyć, "Rated R Superstar" Cope niespodziewanie powrócił i uratował swojego wieloletniego przyjaciela, który stał się tag team partnerem, a następnie wrogiem Christiana. Po oczyszczeniu ringu Cope powiedział Christianowi, aby "poszedł znaleźć siebie", co było nawiązaniem do promo Christiana z 4 października 2023 roku na Dynamite, w którym powiedział Cope’owi, aby "poszedł się pieprzyć". Cope rozpoczął walkę z FTR, który zwrócił się przeciwko niemu w Dynasty, po tym jak przegrali walkę o mistrzostwo AEW World Trios Championship. W odcinku Dynamite z 13 sierpnia 2025 roku Cope powrócił na ring, mierząc się z menedżerem FTR, Stokelym, z zastrzeżeniem, że jeśli FTR przeszkodzi w walce, ich zakaz zbliżania się zostanie zniesiony. Cope wygrał przez dyskwalifikację po tym, jak Stokely rzucił proszkiem w twarz Cope’a. Gdy FTR i Stokely rozpoczęli napaść po walce, Christian pobiegł na ratunek. Sabian i Wayne pojawili się wkrótce potem, ale Cope i Christian również ich wyeliminowali, obejmując się na ringu i stojąc wysoko jako zjednoczony tag team. W dalszej części programu ogłoszono, że Cope i Christian połączą siły po raz pierwszy od 2011 roku, aby zmierzyć się z Sabianem i Wayne’em na Forbidden Door.

## Wyniki walk
| Nr                                                                 | Walki* | Stypulacje                                                                                         |
| ------------------------------------------------------------------ | --- | -------------------------------------------------------------------------------------------------- |
| 1                                                                  | Golden Lovers (Kenny Omega i Kota Ibushi), Darby Allin, Hiroshi Tanahashi i Will Ospreay vs. Death Riders (Claudio Castagnoli i Jon Moxley), The Young Bucks (Matt Jackson i Nick Jackson) i Gabe Kidd | Lights Out Steel Cage match                                                                        |
| 2                                                                  | The Hurt Syndicate (Bobby Lashley i Shelton Benjamin) (c) vs. TBD | Tag team match o AEW World Tag Team Championship                                                   |
| 3                                                                  | Kazuchika Okada (c) vs. Swerve Strickland | Singles match o AEW Unified Championship                                                           |
| 4                                                                  | "Timeless" Toni Storm (c) vs. Athena | Singles match o AEW Women’s World Championship Athena wykorzysta swój kontrakt z Casino Gauntletu. |
| 5                                                                  | Mercedes Moné (c) vs. Alex Windsor (AEW) vs. Persephone (CMLL) vs. TBD (Stardom) | Four-way match o AEW TBS Championship                                                              |
| 6                                                                  | Kyle Fletcher (c) vs. Hiromu Takahashi (NJPW) | Singles match o AEW TNT Championship                                                               |
| 7                                                                  | Zack Sabre Jr. (c) vs. Nigel McGuinness (AEW) (z Danielem Garcią) | Singles match o IWGP World Heavyweight Championship                                                |
| 8                                                                  | "Hangman" Adam Page (c) vs. MJF | Singles match o AEW World Championship MJF wykorzysta swój kontrakt z Casino Gauntletu.            |
| 9                                                                  | Adam Copeland i Christian Cage vs. Kip Sabian i Nick Wayne | Tag team match                                                                                     |
| (c) – mistrz/mistrzyni przed walką*Karta może jeszcze ulec zmianie | | |

### Turniej AEW World Tag Team Championship Eliminator
|  | QĆwierćfinały Dynamite (23 i 30 lipca 2025) Collision (26 i 31 lipca 2025) | QĆwierćfinały Dynamite (23 i 30 lipca 2025) Collision (26 i 31 lipca 2025) | QĆwierćfinały Dynamite (23 i 30 lipca 2025) Collision (26 i 31 lipca 2025) |                |                 | Półfinały Collision (31 lipca 2025) Dynamite (6 sierpnia 2025) | Półfinały Collision (31 lipca 2025) Dynamite (6 sierpnia 2025) | Półfinały Collision (31 lipca 2025) Dynamite (6 sierpnia 2025) |  |  | Finał Dynamite (20 sierpnia 2025) | Finał Dynamite (20 sierpnia 2025) | Finał Dynamite (20 sierpnia 2025) |  |
|  |                                                                            |                                                                            |                                                                            |                |                 |                                                                |                                                                |                                                                |  |  |                                   |                                   |                                   |  |
|  | FTR (Cash Wheeler i Dax Harwood)                                           | FTR (Cash Wheeler i Dax Harwood)                                           | Pin                                                                        |                |                 |                                                                |                                                                |                                                                |  |  |                                   |                                   |                                   |  |
|  | FTR (Cash Wheeler i Dax Harwood)                                           | FTR (Cash Wheeler i Dax Harwood)                                           | Pin                                                                        |                |                 |                                                                |                                                                |                                                                |  |  |                                   |                                   |                                   |  |
|  | JetSpeed (Kevin Knight i "Speedball" Mike Bailey)                          | JetSpeed (Kevin Knight i "Speedball" Mike Bailey)                          | 17:03                                                                      |                |                 |                                                                |                                                                |                                                                |  |  |                                   |                                   |                                   |  |
|  | JetSpeed (Kevin Knight i "Speedball" Mike Bailey)                          | JetSpeed (Kevin Knight i "Speedball" Mike Bailey)                          | 17:03                                                                      |                | FTR             | FTR                                                            | Pin                                                            |                                                                |  |  |                                   |                                   |                                   |  |
|  |                                                                            |                                                                            |                                                                            |                | FTR             | FTR                                                            | Pin                                                            |                                                                |  |  |                                   |                                   |                                   |  |
|  |                                                                            |                                                                            | Bang Bang Gang                                                             | Bang Bang Gang | 15:14           |                                                                |                                                                |                                                                |  |  |                                   |                                   |                                   |  |
|  | Bang Bang Gang (Austin Gunn i Juice Robinson)                              | Bang Bang Gang (Austin Gunn i Juice Robinson)                              | Bang Bang Gang                                                             | Bang Bang Gang | 15:14           | Pin                                                            |                                                                |                                                                |  |  |                                   |                                   |                                   |  |
|  | Bang Bang Gang (Austin Gunn i Juice Robinson)                              | Bang Bang Gang (Austin Gunn i Juice Robinson)                              |                                                                            |                |                 |                                                                |                                                                |                                                                |  |  |                                   |                                   |                                   |  |
|  | Big Bill i Bryan Keith                                                     | Big Bill i Bryan Keith                                                     | 12:25                                                                      |                |                 |                                                                |                                                                |                                                                |  |  |                                   |                                   |                                   |  |
|  | Big Bill i Bryan Keith                                                     | Big Bill i Bryan Keith                                                     | 12:25                                                                      | FTR            |                 |                                                                |                                                                |                                                                |  |  |                                   |                                   |                                   |  |
|  |                                                                            |                                                                            |                                                                            |                |                 |                                                                |                                                                |                                                                |  |  |                                   |                                   |                                   |  |
|  |                                                                            |                                                                            | Brodido                                                                    |                |                 |                                                                |                                                                |                                                                |  |  |                                   |                                   |                                   |  |
|  | The Outrunners (Truth Magnum i Turbo Floyd)                                | The Outrunners (Truth Magnum i Turbo Floyd)                                | 14:00                                                                      |                |                 |                                                                |                                                                |                                                                |  |  |                                   |                                   |                                   |  |
|  | The Outrunners (Truth Magnum i Turbo Floyd)                                | The Outrunners (Truth Magnum i Turbo Floyd)                                | 14:00                                                                      |                |                 |                                                                |                                                                |                                                                |  |  |                                   |                                   |                                   |  |
|  | The Young Bucks (Matt Jackson i Nick Jackson)                              | The Young Bucks (Matt Jackson i Nick Jackson)                              | Pin                                                                        |                |                 |                                                                |                                                                |                                                                |  |  |                                   |                                   |                                   |  |
|  | The Young Bucks (Matt Jackson i Nick Jackson)                              | The Young Bucks (Matt Jackson i Nick Jackson)                              | Pin                                                                        |                | The Young Bucks | The Young Bucks                                                | 20:54                                                          |                                                                |  |  |                                   |                                   |                                   |  |
|  |                                                                            |                                                                            |                                                                            |                | The Young Bucks | The Young Bucks                                                | 20:54                                                          |                                                                |  |  |                                   |                                   |                                   |  |
|  |                                                                            |                                                                            | Brodido                                                                    | Brodido        | Pin             |                                                                |                                                                |                                                                |  |  |                                   |                                   |                                   |  |
|  | GOA (Bishop Kaun i Toa Liona)                                              | GOA (Bishop Kaun i Toa Liona)                                              | Brodido                                                                    | Brodido        | Pin             | 12:31                                                          |                                                                |                                                                |  |  |                                   |                                   |                                   |  |
|  | GOA (Bishop Kaun i Toa Liona)                                              | GOA (Bishop Kaun i Toa Liona)                                              |                                                                            |                |                 |                                                                |                                                                |                                                                |  |  |                                   |                                   |                                   |  |
|  | Brodido (Brody King i Bandido)                                             | Brodido (Brody King i Bandido)                                             | Pin                                                                        |                |                 |                                                                |                                                                |                                                                |  |  |                                   |                                   |                                   |  |